# Corse (Gloucestershire)
Corse é uma paróquia e aldeia de Forest of Dean, no condado de Gloucestershire, na Inglaterra. De acordo com o Censo de 2011, tinha 578 habitantes. Tem uma área de 8,96 km².